# Pièce de 10 francs Stendhal
Pour les articles homonymes, voir 10 francs.
La Dix francs Stendhal est une pièce de monnaie commémorative de dix francs français émise en 1983 à l'occasion du bicentenaire de la naissance de l'écrivain.
Dessinée par le graveur Jacki Mauviel, la pièce représente à son avers le portrait de Stendhal d'après la peinture réalisée en 1840 par Olof Johan Södermark (de) ainsi que sa signature de son nom original, « H. Beyle ». Le revers montre en arrière-plan les façades de la basilique Saint-Pierre au Vatican (à Rome) et de la cathédrale de Milan, deux villes importantes dans la vie et l’œuvre de Stendhal et au premier plan un livre ouvert avec une plume d'écriture en travers ainsi qu'un rameau de laurier symbolisant les honneurs de sa fonction de consul.
Dérivée du type Mathieu, cette monnaie utilise les mêmes flans en cuivre 920, nickel 60 et aluminium 20 avec une tolérance de +/- 10 millièmes et présente les mêmes caractéristiques physiques avec un diamètre de 26 mm et une épaisseur de 2,5 mm pour une masse de 10 grammes avec une tolérance de +/- 50 millièmes.

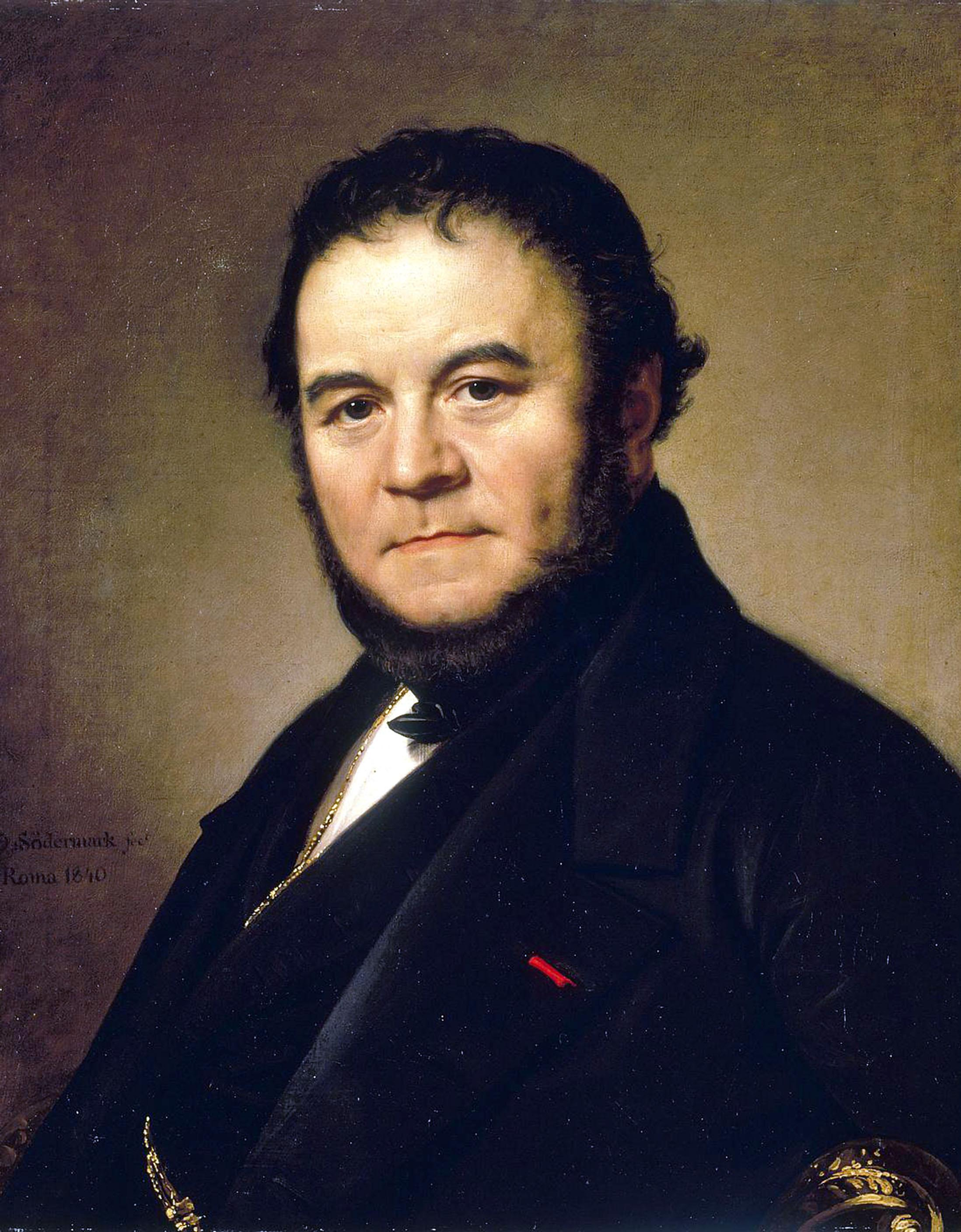
Portrait de Stendhal par Olof Johan Södermark (de) qui a servi de modèle pour l'avers de la pièce.
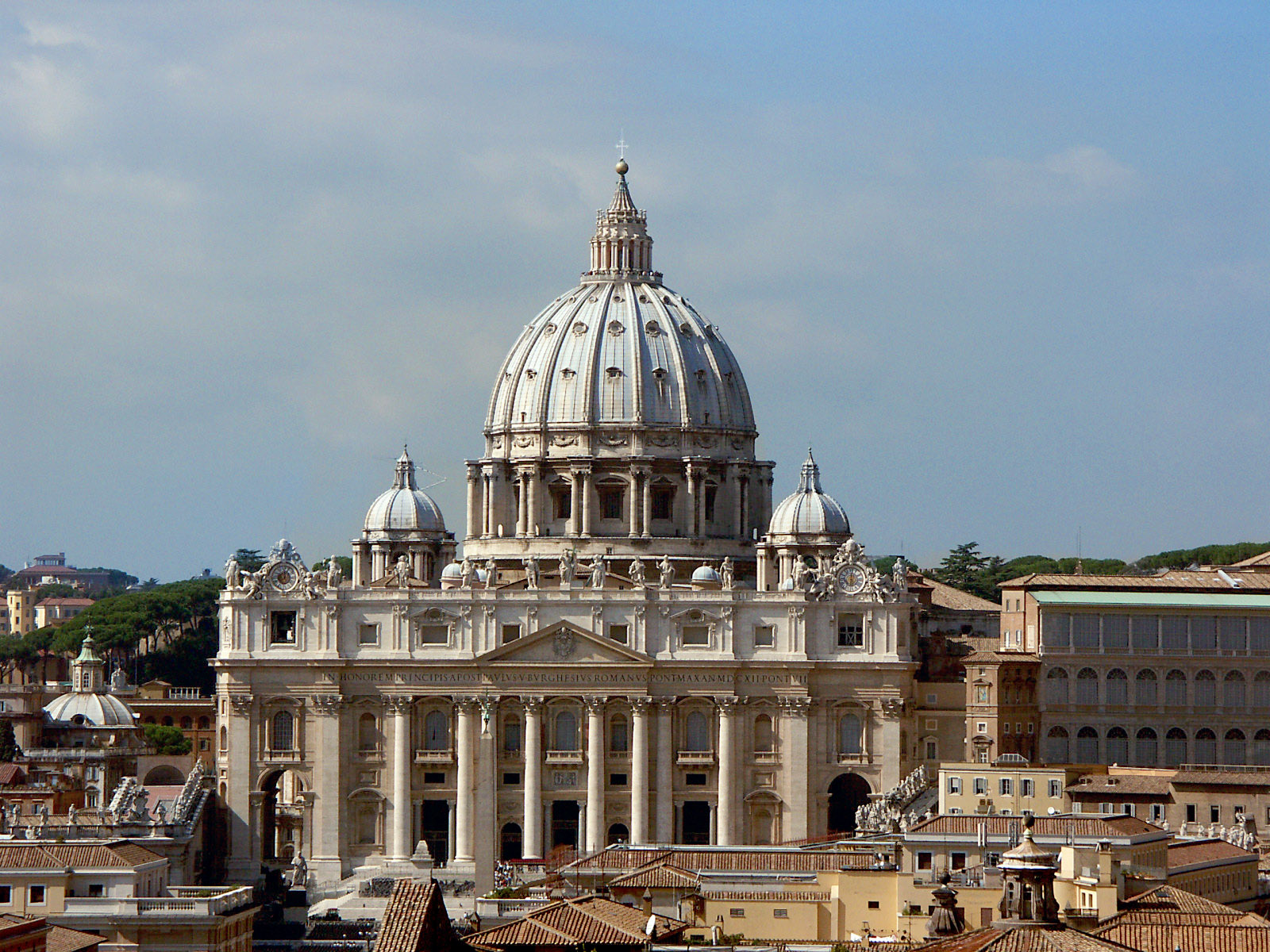
La basilique Saint-Pierre au Vatican, représentée sur le revers.
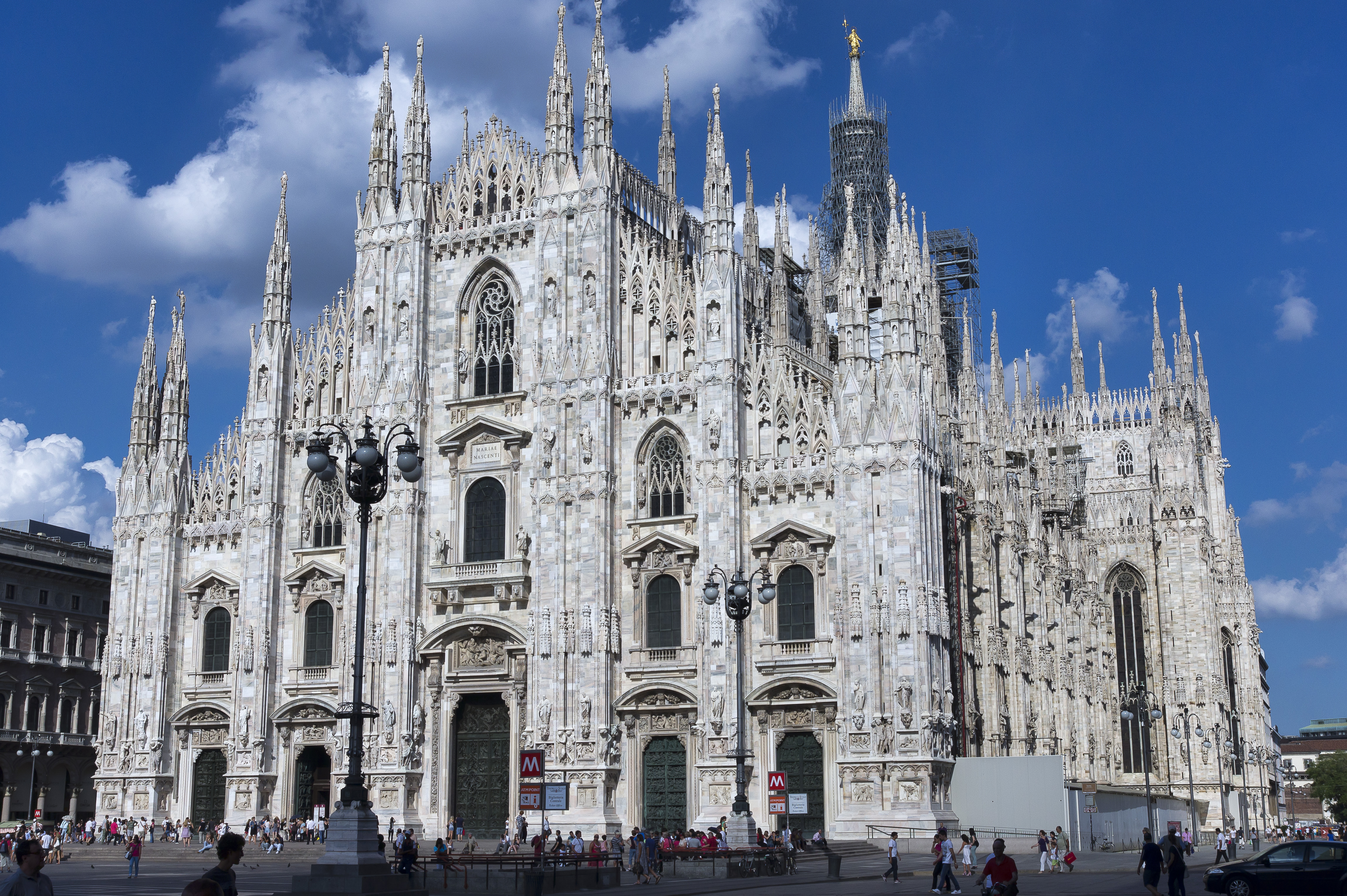
La cathédrale de Milan qui illustre le revers.

## Frappes
Comme pour la pièce courante du type Mathieu il existe deux variantes pour la tranche : tranche A (texte lisible avers vers le haut) et tranche B (texte lisible revers vers le haut)

10 F Mathieu avec tranche A
10 F Mathieu avec tranche B

| millésime | numéro catalogue | tranche | tirage    | remarques |
| --------- | ---------------- | ------- | --------- | --------- |
| 1983      | F.368/1          | A       | 4 000     | essai     |
| 1983      | F.368/2          | B       | 4 000     | essai     |
| 1983      | F.368/3          | A       | 3 000 972 |           |
| 1983      | F.368/4          | B       | 3 000 972 |           |

## Sources
- Arrêté du 1er février 1984 fixant les caractéristiques et le type de deux pièces commémoratives de 10 F au millésime 1983, JORF no 36 du 11 février 1984, p. 562, sur Légifrance
- Compagnie Générale de Bourse